# 电磁场的边界条件
馬克士威方程組描述电磁场的行为；電場、電位移、B場、H場。此方程组的微分形式要求在作用的点周围总有一个开邻域，否则矢量场 E、D、B 和 H 不可微。换句话说，该介质必须是连续的。在电容率与磁导率不同的两种不同介质的分界面上不能使用。
但电磁场矢量的边界条件可以用麦克斯韦方程组的积分形式导出。

## 电场矢量的边界条件

### 对于电场
{\displaystyle \mathbf {\hat {n}} _{12}\times (\mathbf {E} _{2}-\mathbf {E} _{1})=\mathbf {0} }
其中：

{\displaystyle \mathbf {\hat {n}} _{12}} 是从介质1到介质2的法向单位矢量。
因此 E 的切向分量在界面两边是连续的。

### 对于电位移场
{\displaystyle (\mathbf {D} _{2}-\mathbf {D} _{1})\cdot \mathbf {\hat {n}} _{12}=\sigma _{f}}
其中：

{\displaystyle \sigma _{f}} 是媒质间的表面电荷密度。
因此 D 的法向分量，即分界面上的表面电荷有一个跳变。如果分界面上没有表面电荷，那么 D 的法向分量连续。

## 磁场矢量的边界条件

### 对于磁场
{\displaystyle (\mathbf {B} _{2}-\mathbf {B} _{1})\cdot \mathbf {\hat {n}} _{12}=0}
因此 B 的法向分量在界面两边是连续的。

### 对于磁场强度
{\displaystyle \mathbf {\hat {n}} _{12}\times (\mathbf {H} _{2}-\mathbf {H} _{1})=\alpha _{f}}
其中：

{\displaystyle \alpha _{f}} 是两种媒质间的表面电流密度。
因此在没有表面电流存在的情况下 H 的切向分量在界面两边是连续的。